# Domenico Bidognetti
Domenico Bidognetti (Napoli, 1º ottobre 1966) è un ex mafioso e collaboratore di giustizia italiano, ex membro dell'organizzazione criminale camorristica del clan dei Casalesi, originaria della provincia di Caserta.

## Biografia
Cugino del boss dei Casalesi Francesco Bidognetti. È diventato un pentito e ha collaborato con la giustizia italiana nei primi mesi del 2008. Il suo soprannome è "Bruttacchione".
Il 2 maggio 2008, a Castelvolturno, fu ucciso suo padre, Umberto Bidognetti, vittima di una vendetta del clan degli Schiavone.